# Контейнеровоз Evergreen A-класу
Evergreen клас A (або Ever A) — серія з 13 контейнеровозів, які будуються для Evergreen Marine. Найбільші судна мають максимальну теоретичну місткість близько 23 992 TEU і є одними з найбільших контейнеровозів у світі. Шість кораблів будує Samsung Heavy Industries у Південній Кореї. Ще сім побудує Китайська державна суднобудівна корпорація (CSSC) на двох корабельнях у Китаї.

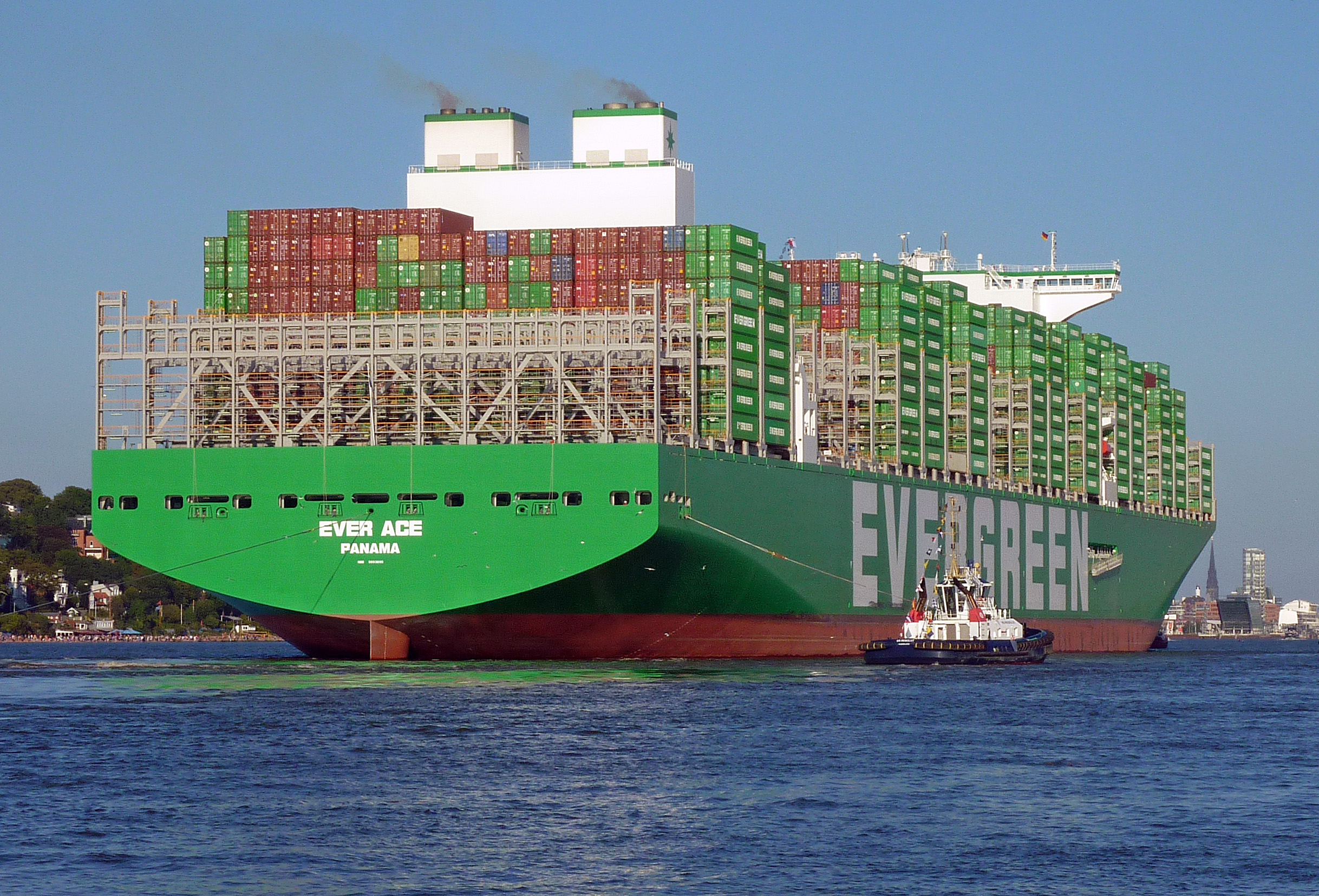
Ever Ace, у Гамбурзі 2021 рік.

Станом на серпень 2021 року рекорд за кількістю контейнерів, завантажених на одне судно, належить Ever Ace, який перевіз загалом 21 710 TEU контейнерів із Яньтяня до Європи.

## Список кораблів
| Корабель                                 | Номер двору                          | номер IMO                            | Доставлено                           | Статус                               | Прапор                               | Власник                               | посилання                            |
| Samsung Heavy Industries (23992 TEU)     | Samsung Heavy Industries (23992 TEU) | Samsung Heavy Industries (23992 TEU) | Samsung Heavy Industries (23992 TEU) | Samsung Heavy Industries (23992 TEU) | Samsung Heavy Industries (23992 TEU) | Samsung Heavy Industries (23992 TEU)  | Samsung Heavy Industries (23992 TEU) |
| ---------------------------------------- | ------------------------------------ | ------------------------------------ | ------------------------------------ | ------------------------------------ | ------------------------------------ | ------------------------------------- | ------------------------------------ |
| Ever Ace                                 | 2358                                 | 9893890                              | 28 липня 2021 р                      | В обслуговуванні                     | Панама                               | GreenCompass Marine SA                |                                      |
| Ever Ace                                 | 2359                                 | 9893905                              | 10 вересня 2021 р                    | В обслуговуванні                     | Панама                               | GreenCompass Marine SA                |                                      |
| Ever Aim                                 | 2360                                 | 9893917                              | 28 жовтня 2021 р                     | В обслуговуванні                     | Панама                               | GreenCompass Marine SA                |                                      |
| Ever Alp                                 | 2361                                 | 9893929                              | 9 грудня 2021 р                      | В обслуговуванні                     | Панама                               | GreenCompass Marine SA                |                                      |
| Ever Arm                                 | 2362                                 | 9893931                              | 10 березня 2022 р                    | В обслуговуванні                     | Тайвань                              | Evergreen Marine Corp. (Тайвань) Ltd. |                                      |
| Ever Ace                                 | 2363                                 | 9893943                              | 19 травня 2022 р                     | В обслуговуванні                     | Тайвань                              | Evergreen Marine Corp. (Тайвань) Ltd. |                                      |
| Суднобудівний завод Цзяннань (24004 TEU) |                                      |                                      |                                      |                                      |                                      |                                       |                                      |
| Ever Apex                                | 2630                                 | 9893979                              | 11 липня 2022 р                      | В обслуговуванні                     | Сінгапур                             | Evergreen Marine (Азія) Pte. ТОВ      |                                      |
| Ever Atop                                | 2631                                 | 9893993                              | 28 жовтня 2022 р                     | В обслуговуванні                     | Сінгапур                             | Evergreen Marine (Азія) Pte. ТОВ      |                                      |
| Hudong-Zhonghua Shipbuilding (24004 TEU) |                                      |                                      |                                      |                                      |                                      |                                       |                                      |
| Ever Alot                                | 1858 рік                             | 9893955                              | 22 червня 2022 р                     | В обслуговуванні                     | Панама                               | GreenCompass Marine SA                |                                      |
| Ever Aria                                | 1859 рік                             | 9909132                              | 13 вересня 2022 р                    | В обслуговуванні                     | Панама                               | GreenCompass Marine SA                |                                      |
| Ever Acme                                | 1872 рік                             | 9943267                              | 30 грудня 2022 р                     | В обслуговуванні                     | Сінгапур                             | Evergreen Marine (Asia) Pte Ltd.      |                                      |
|                                          | 1873 рік                             | 9943279                              |                                      | Будівництво                          | Сінгапур                             | Evergreen Marine (Asia) Pte Ltd.      |                                      |
|                                          |                                      |                                      |                                      | Будівництво                          | Сінгапур                             | Evergreen Marine (Asia) Pte Ltd.      |                                      |
| Джерело: new-ships, ShipmentLink         |                                      |                                      |                                      |                                      |                                      |                                       |                                      |

## Дивись також
- Ever G-клас
- Ever E-клас
- Ever S-клас
- Ever L-клас
- Ever B-клас
- Ever F-клас
- HMM Альхесірас-клас
- Контейнеровоз типу «Тритон».
- Контейнеровоз класу Thalassa Hellas